# Ramalina sorediosa
Ramalina sorediosa är en lavart som först beskrevs av B. de Lesd., och fick sitt nu gällande namn av Landrón. Ramalina sorediosa ingår i släktet Ramalina och familjen Ramalinaceae.   Inga underarter finns listade i Catalogue of Life.